# 南韋斯特菲爾德鎮區 (北卡羅萊納州薩里縣)
南韋斯特菲爾德鎮區（英語：South Westfield Township）是位於美國北卡羅萊納州薩里縣的一個鎮區。

## 地方資料
南韋斯特菲爾德鎮區的面積為40.06平方千米，皆為陸地。根據2020年美國人口普查的數據，當地共有人口2069人，而人口密度為每平方千米51.65人。